# 資本財
資本財（しほんざい）とは経済学用語の一つ。将来の利益が期待できる生産の資本となるような財のことを資本財という。これは資本家が出資をした上で入手をし、資本家自身や労働者がその資本財を利用することで生産を上げ、その生産が資本家に還元されるというわけである。資本財とされる財は流動資本財と固定資本財の二つに分けることができる。流動資本財に区分できるのは原材料、仕掛品、製品在庫などといった短期の操業で存在している量が変化するようなもの。固定資本財に区分できるのは工場などといった不動産、生産に使う機械、運搬に使う車両などといった長期の使用に耐えうることができ耐用年数で価値を判断するような物のことである。